# Passe-passe (roman)
Passe-passe — A Graveyard to Let, dans l'édition originale — est un roman policier américain de John Dickson Carr publié en 1949, sous le pseudonyme de Carter Dickson. C'est le 19e roman de la série mettant en scène le personnage de Sir Henry Merrivale.

## Résumé
Sur le bateau le menant en Amérique, Sir Henry Merrivale reçoit un câble d'un vieil ami, l'homme d'affaires Frederick Manning, l'invitant le dimanche suivant à être témoin d'un fait inusité et inexplicable dans sa somptueuse demeure de Maralach, sise non loin de New York. 
Le jour dit, par un temps radieux, est réunie autour de la piscine de la propriété des amis et toute la famille Manning, trois jeunes adultes dans la vingtaine, que le veuf a élevé seul après la mort de sa femme survenue dix-huit ans plus tôt. Bien que l'ambiance soit à la fête, Merrivale a appris que la lucrative fondation, dont son vieil ami est le président, serait au bord de la faillite. Manning semble néanmoins très décontracté, vêtu d'un costume léger et coiffé d'un canotier. Or, quand on entend des sirènes de la police s'approcher de la maison, il semble pris de panique et plonge tout habillé dans la piscine. Quand surgissent les agents de police venus procéder à son arrestation pour fraude, ils ne trouvent plus que ses vêtements flottant sur l'eau.  Ils ont beau vider la piscine, Manning s'est volatilisé.  Ce n'est qu'en soirée, dans un vieux cimetière attenant à Maralach, qu'est retrouvé son corps inconscient, frappé à la poitrine de deux sérieux coups de couteau.  
Alors que son vieil ami repose entre la vie et la mort, Sir Henry Merrivale, avec l'aide des enfants Manning, doit maintenant prendre de court la police américaine et parvenir à éclaircir tous les mystères qui pèsent sur l'avenir de cette famille.

## Éditions
Éditions originales en anglais
- (en) Carter Dickson, A Graveyard to Let, New York, Morrow, 1949 — édition originale américaine.
- (en) Carter Dickson, A Graveyard to Let, Londres, Heinemann, 1950 — édition originale britannique.

Éditions françaises
- (fr) Carter Dickson (auteur) et Marie-Claude Morel (traducteur), Passe-passe [« A Graveyard to Let »], Paris, Librairie des Champs-Élysées, coll. « Le Masque no 719 », 1961, 255 p. (BNF 32941150)
- (fr) John Dickson Carr (auteur) et Fabrice Bonnard (traducteur), Passe-passe [« A Graveyard to Let »], Paris, Librairie des Champs-Élysées, coll. « Le Masque no 719 », 1989, 187 p. (ISBN 2-7024-1852-X, BNF 35049594) La deuxième édition de ce roman dans la collection Le Masque donne lieu à la première traduction intégrale du texte. En outre, le pseudonyme est remplacé par le véritable nom de l'auteur.

## Source
- Roland Lacourbe, John Dickson Carr : scribe du miracle. Inventaire d'une œuvre, Amiens, Encrage, 1997, p. 88-89.